# ホローシ・シモン
ホローシ・シモン（Hollósy Simon、1857年2月2日 - 1918年5月8日）はハンガリーの画家である。ドイツのミュンヘンやハンガリーで美術学校を開き、多くの画家を育てた。 

## 略歴
ハンガリー王国のマーラマロシゲト（現在のルーマニアのシゲトゥ・マルマツィエイ）に生まれた。父親はアルメニアに出自を持つ商人で1848年に姓を「Korbuly」からホローシに変えた人物である。マーラマロシゲトの学校で学んだ後、ブダペストの商業学校に進み、1875年から1876年の間はブダペストでセーケイ・ベルタランが開いた美術学校の学生になった。1878年から1882年はミュンヘンに移り、ミュンヘン美術院で学んだ。 1886年にミュンヘンに私立の美術学校を開いて、アカデミック美術から離れて、写実主義、自然主義のスタイルの絵画を教えた。1896年から夏の間は生徒たちや友人の画家のイヴァーニ＝グリュンヴァルト・ベーラらと、ハンガリーのナジバーニャ(Nagybánya:現バヤ・マレ)で活動し、ナジバーニャを芸術家村にするのに貢献した。
1902年になってナジバーニャを訪れるのを止め、フォニョード(Fonyód)や、ヴァイダフニャド(Vajdahunyad)、現在のウクライナ西部、ザカルパッチャ州のティアチフ(Tiachiv:ハンガリー語名:Técső)で活動した。
1912年にティアチフで没した。

## 作品

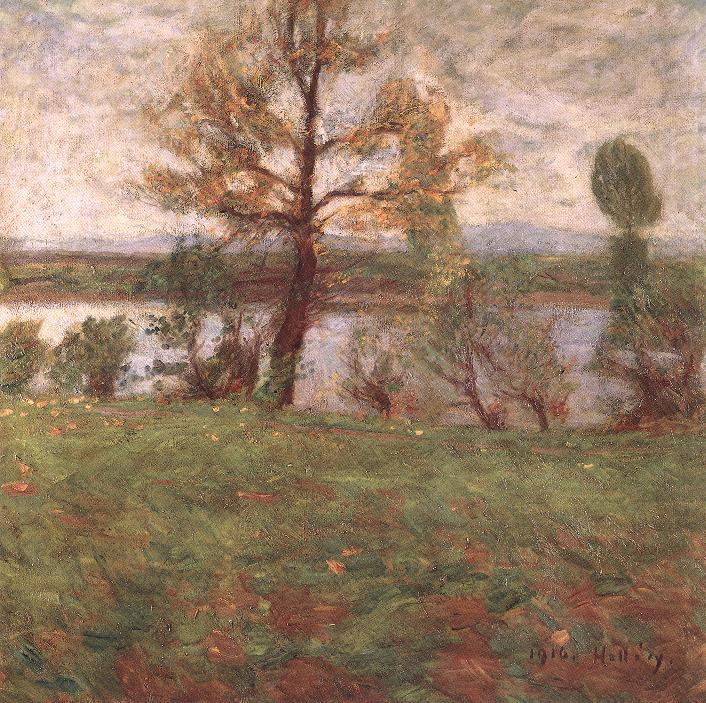
春の気配 (ティサ川の河畔),(1912)
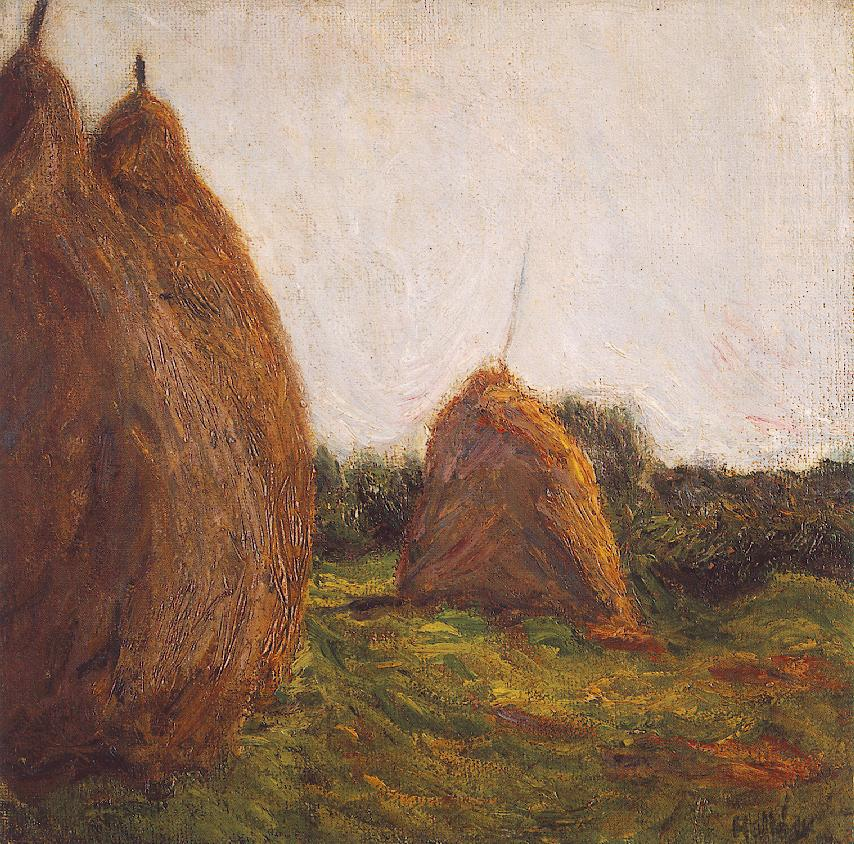
積み藁 (1912)
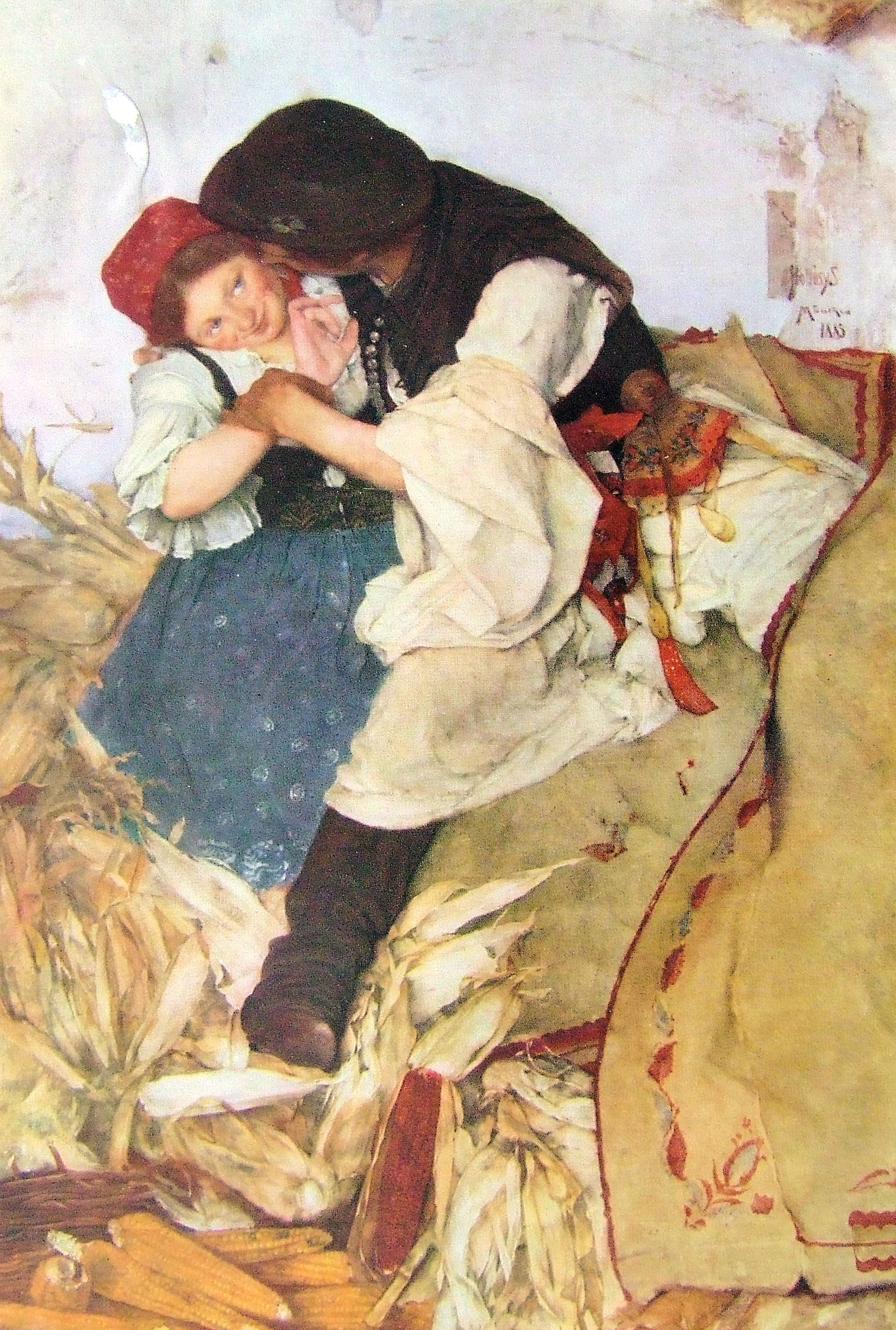
Hollósy Simon: Tengerihántás, (1885)
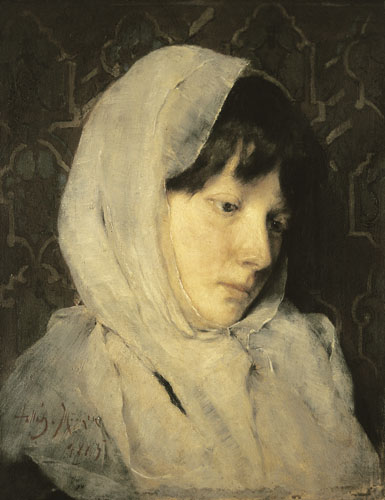
少女像 (1885)

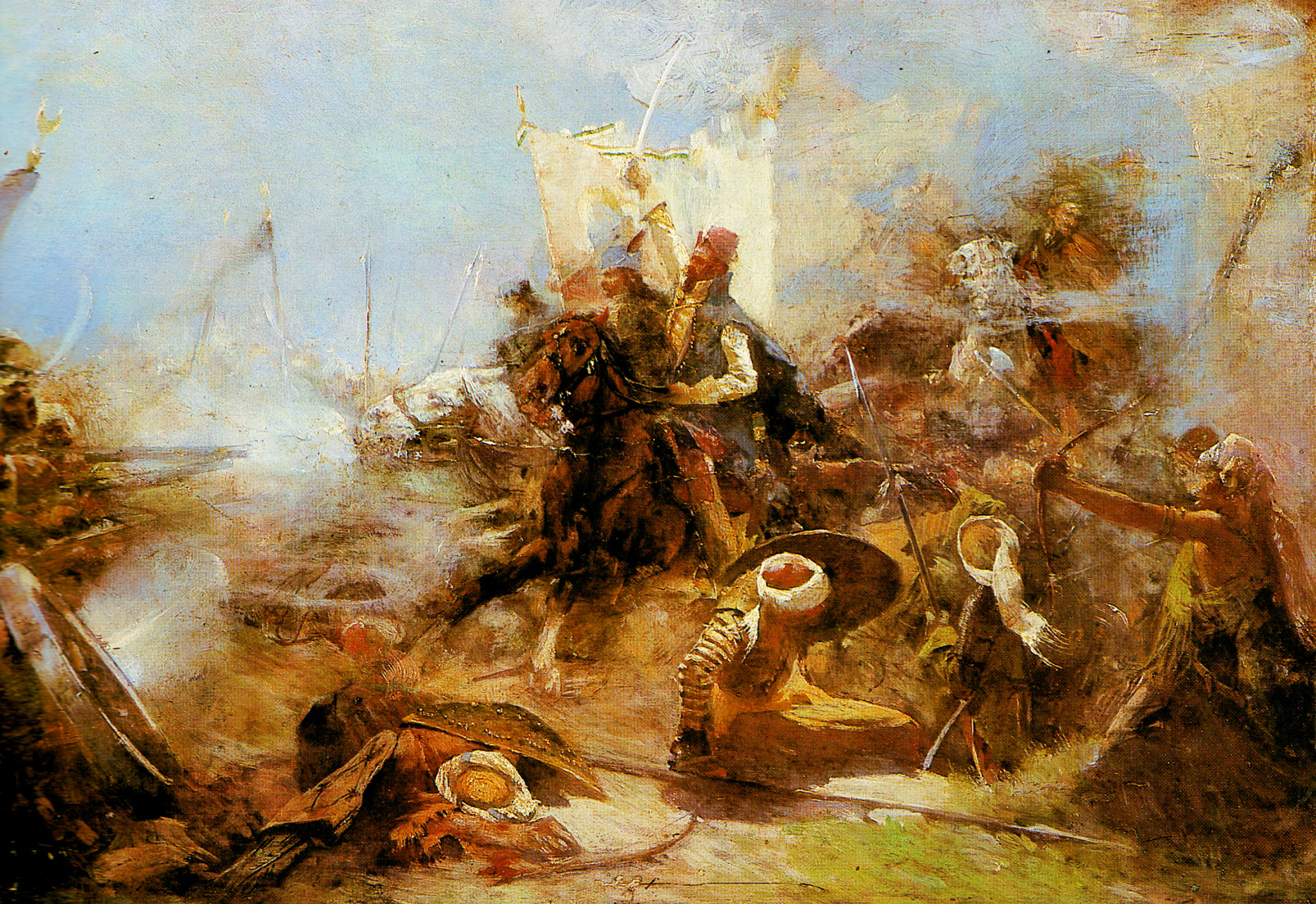
ニコラ・シュビッチ・ズリンスキ (1896)
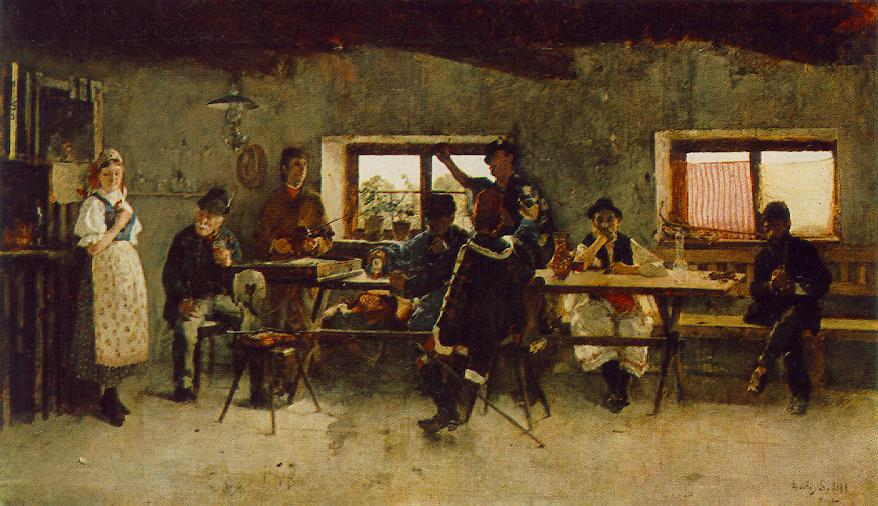
居酒屋での大騒ぎ (1888)
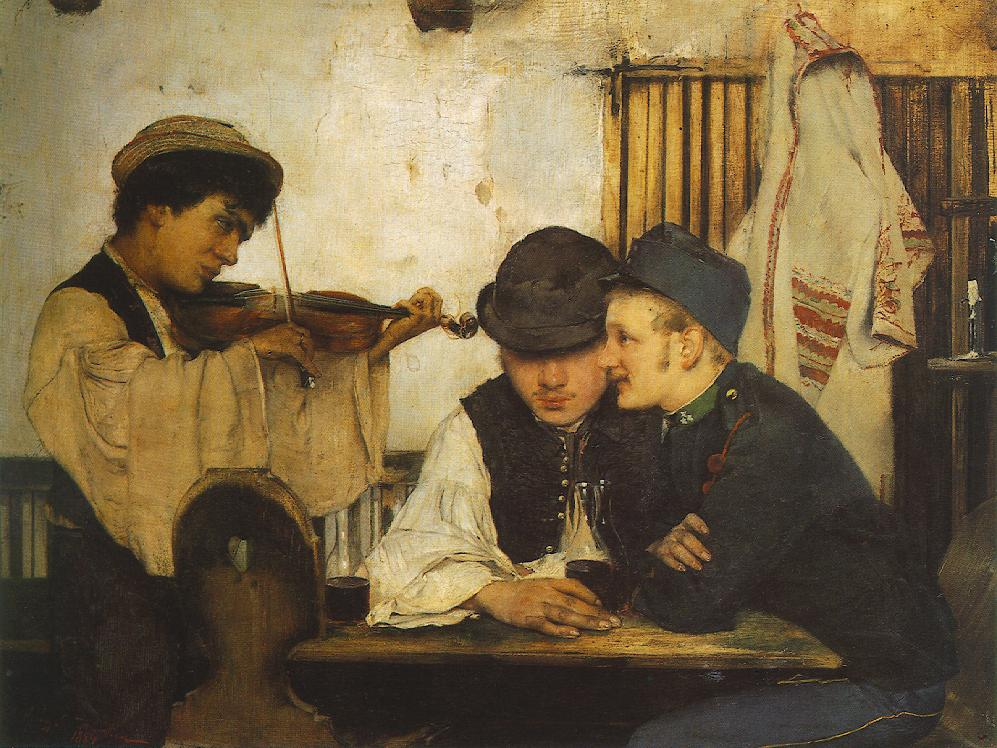
良い葡萄酒 (1884)

## ホローシ・シモンに学んだ学生
- Amanda Tröndle-Engel (1861–1956)
- マールク・ラヨシュ (1867-1942)
- Walter Queck(1871–1906)
- コーベル・レオー (1876-1931)
- モイセイ・コーガン (1879-1943)
- Sándor Ziffer (1880–1962)
- リヒャルト・ゲルストル (1883-1908)
- ツィガーニ・デジェー (1883-1937)
- ソフィヤ・ナレピンスカ＝ボイチュク (1884-1937)
- Alexandra Povòrina (1885–1963)